# Sidell
Sidell is een plaats (village) in de Amerikaanse staat Illinois en valt bestuurlijk gezien onder Vermilion County.

## Demografie
Bij de volkstelling in 2000 werd het aantal inwoners vastgesteld op 626. In 2006 is het aantal inwoners door het United States Census Bureau geschat op 599, een daling van 27 (-4,3%).

## Geografie
Volgens het United States Census Bureau beslaat de plaats een oppervlakte van 2,4 km², waarvan 2,4 km² land. Sidell ligt op ongeveer 208 m boven zeeniveau.

## Plaatsen in de nabije omgeving
De onderstaande figuur toont nabijgelegen plaatsen in een straal van 16 km rond Sidell.